# Maison de naissance d'Ernest Hemingway
Pour les articles homonymes, voir Hemingway (homonymie).
La maison de naissance d'Ernest Hemingway (Birthplace Hemingway Museum, en anglais) est une maison de style Queen Anne de Oak Park (dans la banlieue ouest de Chicago) dans l'Illinois, aux États-Unis. L'écrivain américain Ernest Hemingway y est né en 1899 et y a vécu avec sa famille pendant les six premières années de sa vie. La demeure est une maison-musée Hemingway depuis 2001.

## Histoire

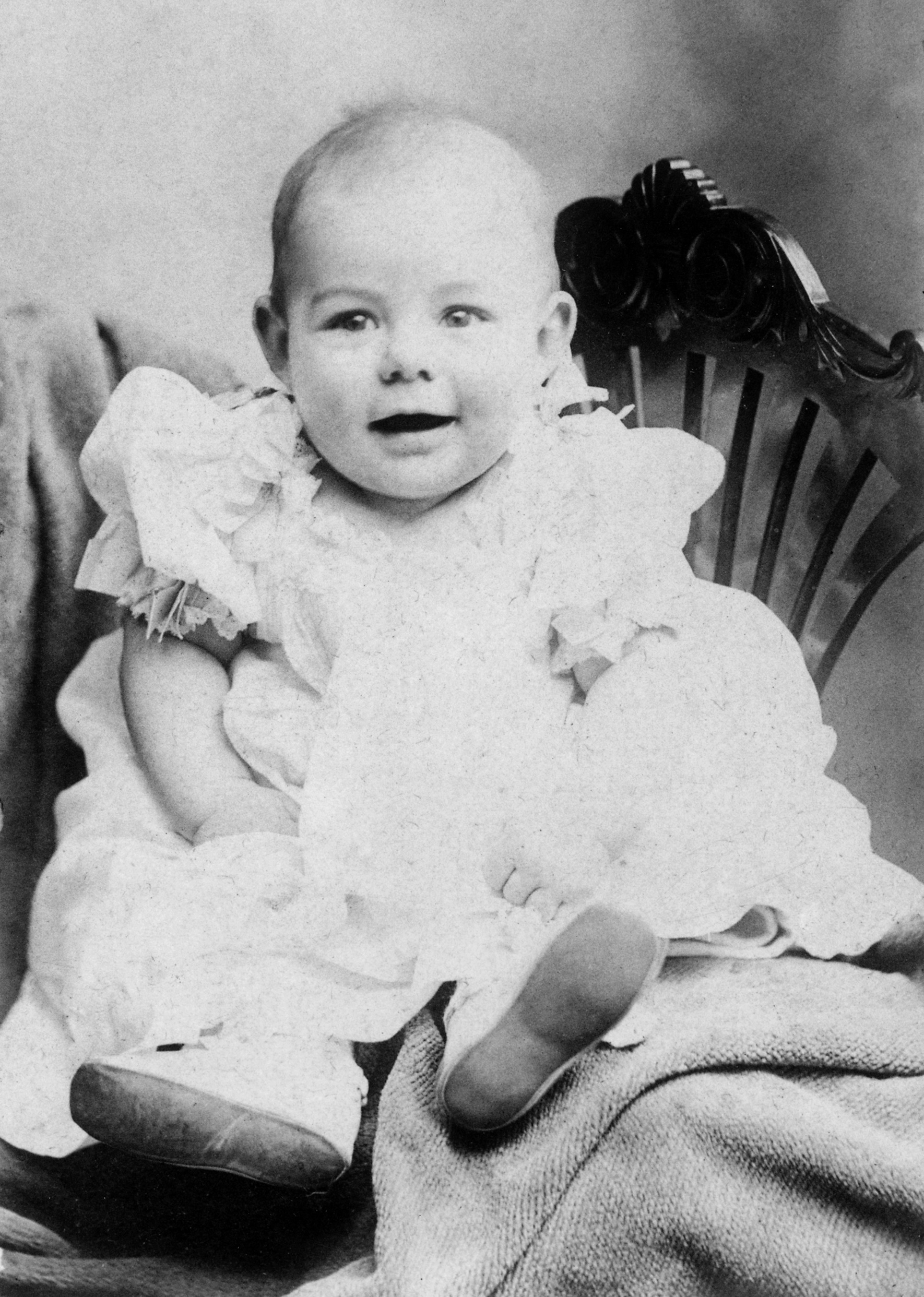
Ernest Hemingway, en 1900

Ernest Hemingway nait le 21 juillet 1899, dans une chambre du deuxième étage de cette demeure du 339 North Oak Park Avenue, construite en 1890 par ses grands-parents maternels. Ses grands-parents Hemingway paternels vivent alors dans la maison en face. 
Il vécut ici pendant les six premières années de sa vie avec ses parents, et son grand-père maternel. À la suite de la disparition de ce dernier, cette maison est vendue en 1905 par les héritiers Hemingway, et transformée en résidence multifamiliale. Hemingway passe son enfance et adolescence à Oak Park jusqu'en 1917, où il devient journaliste pour The Kansas City Star, avant de s'engager pour la Première Guerre mondiale en Europe en 1918, et de débuter sa carrière de célèbre écrivain-journaliste international. 

## Maison-musée Hemingway
La maison est acquise en 1992 par la Fondation Ernest Hemingway (EHFOP) d'Oak Park, pour la rénover en maison-musée Hemingway d'origine, d'après des photographies d'époque, puis pour l'ouvrir au public en 2001.

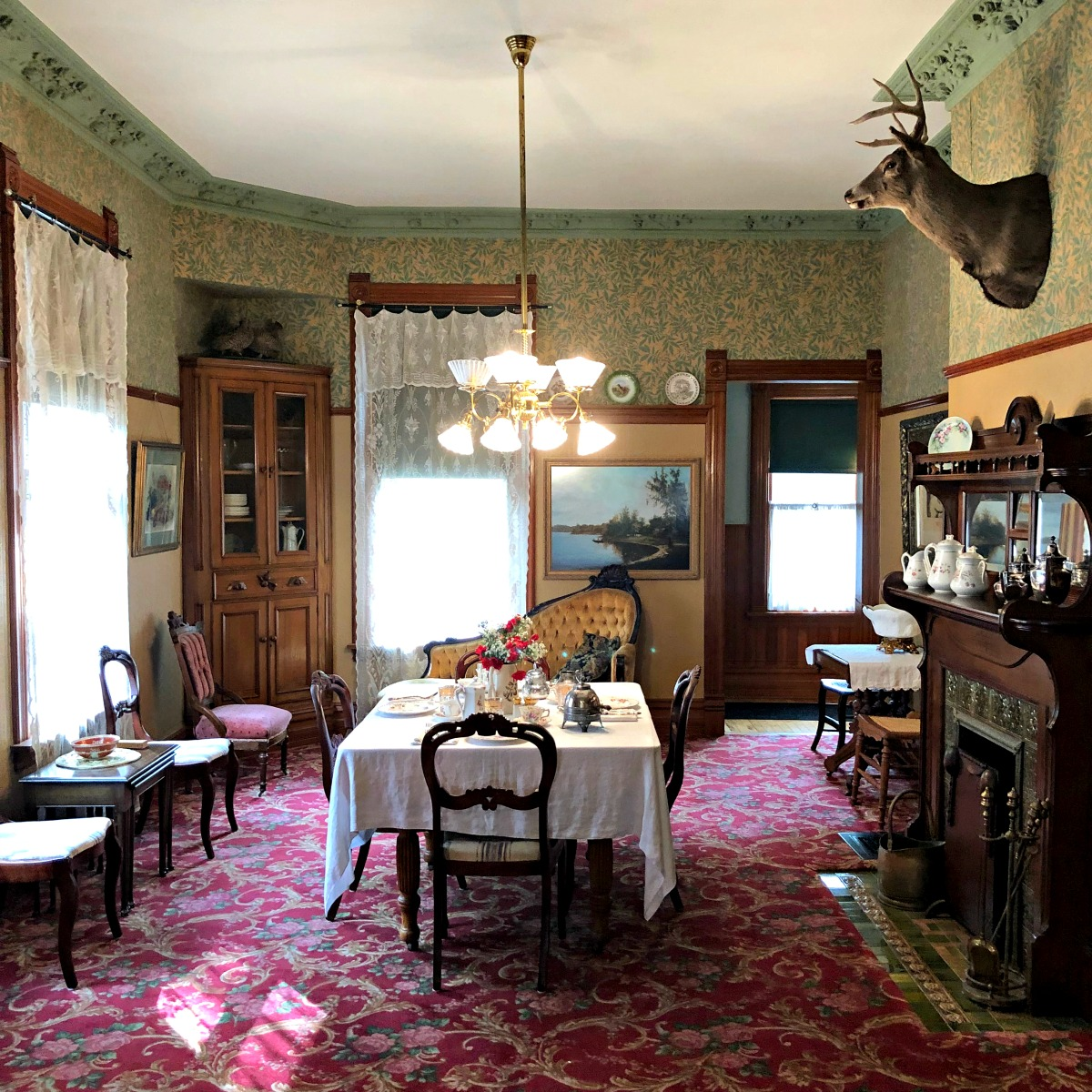
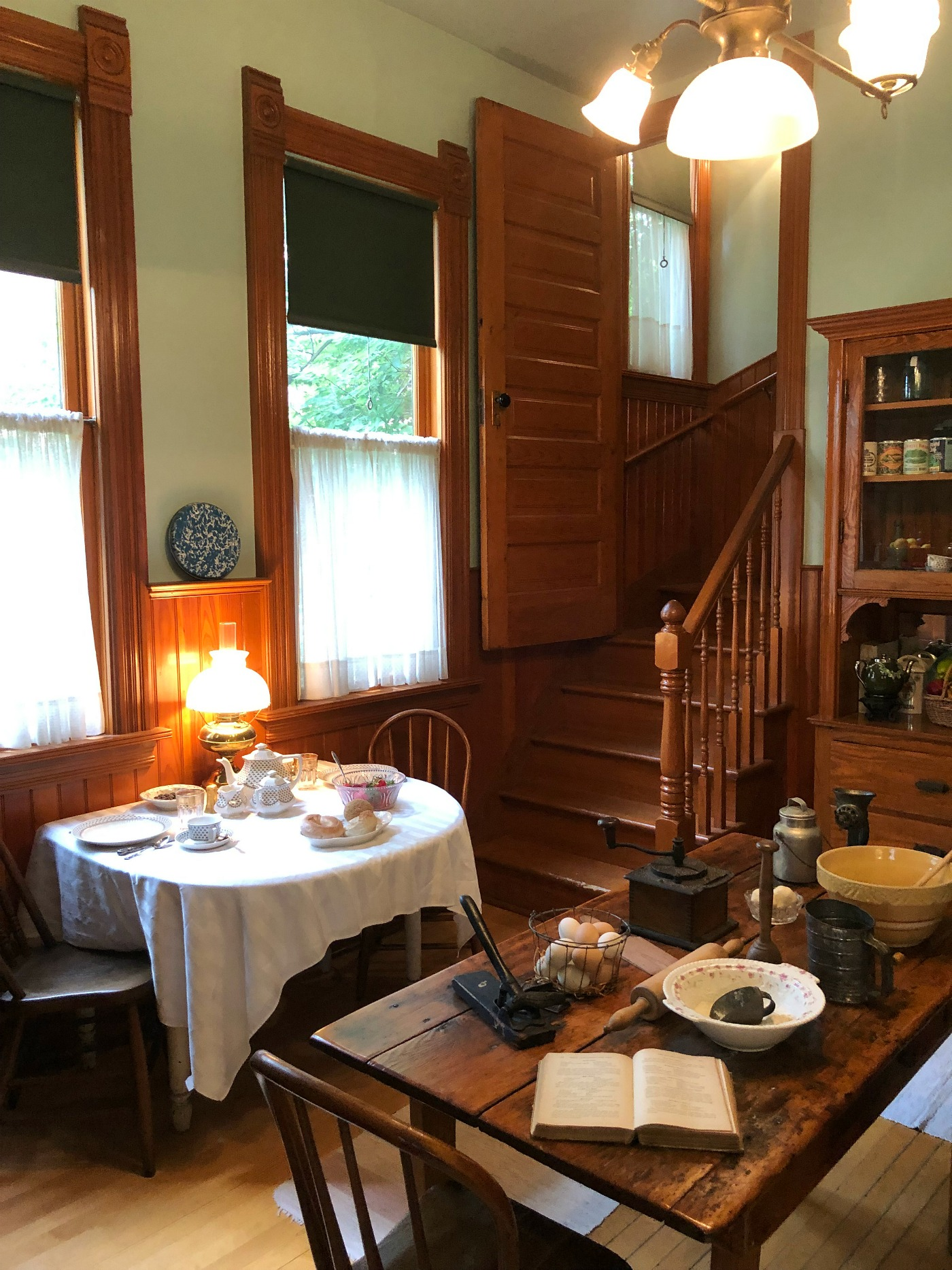
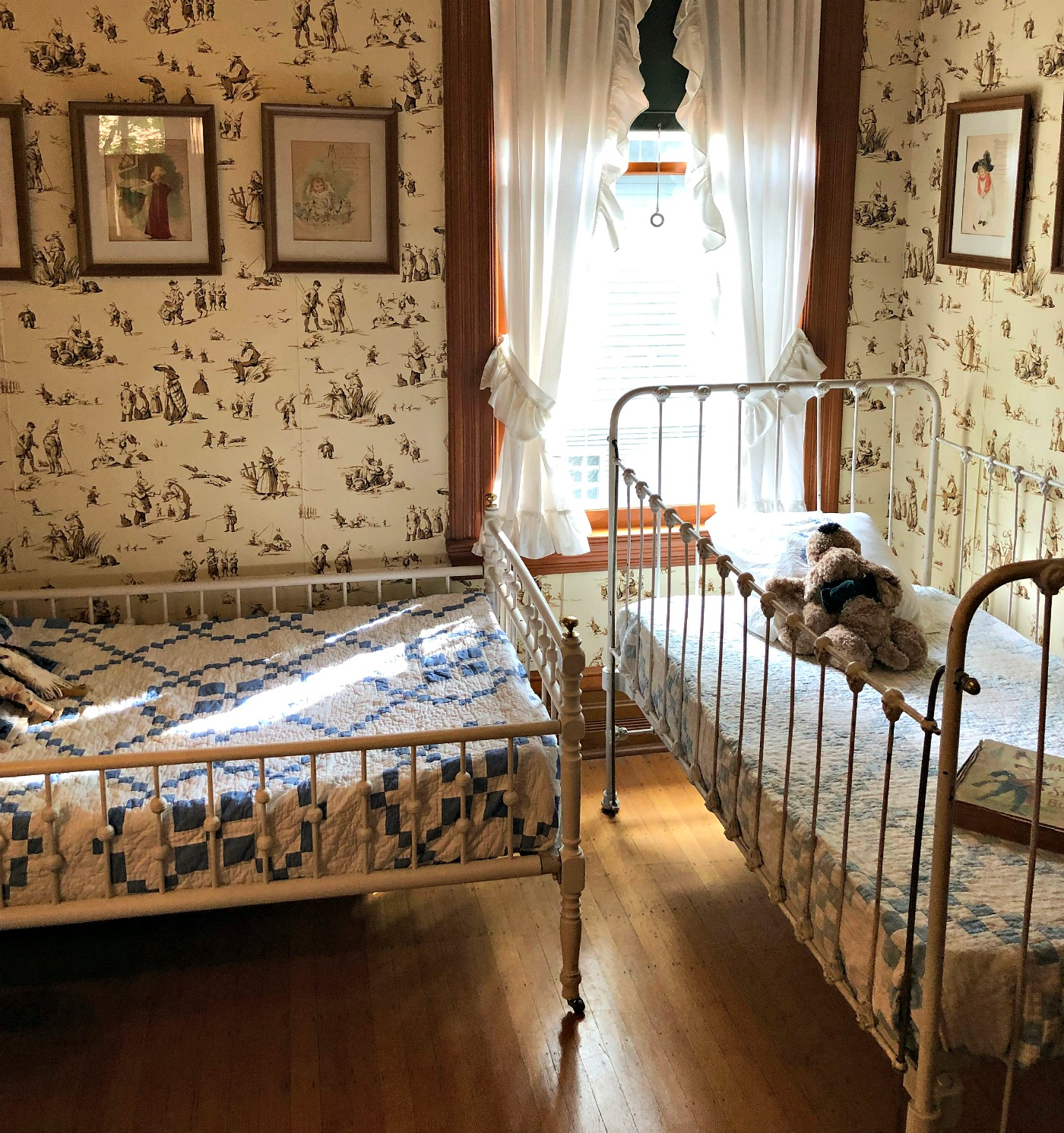
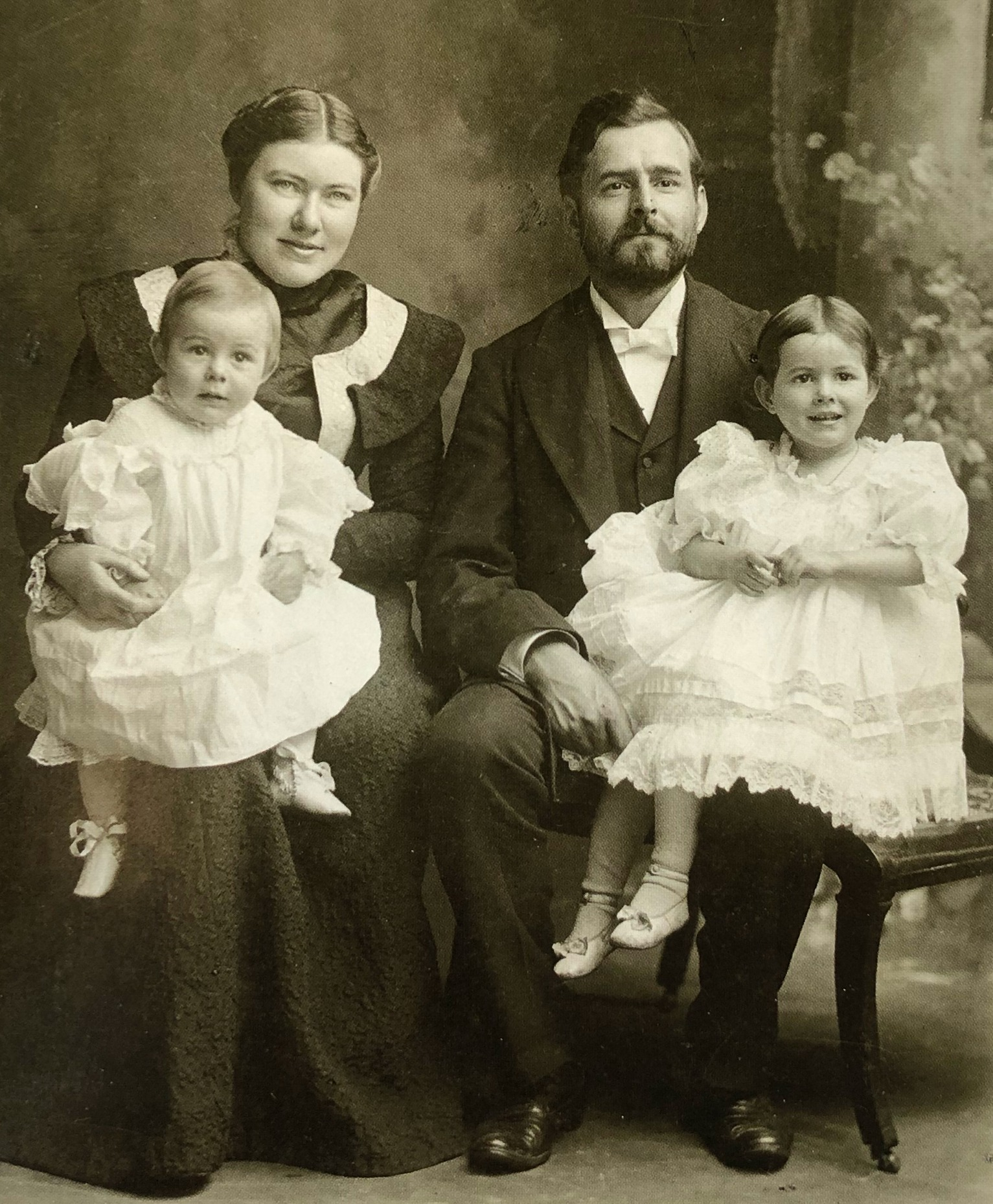

Ce lieu de mémoire littéraire expose un décor et ambiance reconstituée d'époque victorienne de la famille Hemingway, avec de nombreux meubles, objets, photographies, souvenirs.     

## Quelques autres musées Hemingway
- Maison d'Ernest Hemingway de Key West en Floride.
- Musée Ernest-Hemingway de Cuba ou « Finca la Vigía » de La Havane à Cuba.